# Everton Football Club 2022-2023
Questa voce raccoglie le informazioni riguardanti l'Everton Football Club nelle competizioni ufficiali della stagione 2022-2023.

## Stagione
La stagione 2022-2023 è la 69° consecutiva per i Toffees nella massima divisione inglese, e la 31° (in altrettante edizioni) in Premier League e arriva dopo la tribolata salvezza dell'annata 2021-2022, maturata soltanto alla penultima giornata di campionato.
Confermato in panchina, insieme al suo staff, è l'ex capitano del Chelsea Frank Lampard, il quale, dopo aver raggiunto la salvezza grazie alle 6 vittorie ottenute in Premier League dal suo arrivo a gennaio, è costretto ad iniziare la stagione perdendo il suo miglior giocatore, il brasiliano Richarlison, ceduto al Tottenham il 29 giugno per ripianare i debiti del Club (la sua cessione porta nelle casse dei Toffees la bellezza di 58 milioni di sterline).
La stagione, che viene vista da molti, sia tra gli addetti ai lavori che tra i tifosi del Club, come quella della necessaria ricostruzione, comincia anche con gli svincoli di alcuni giocatori dai contratti molto pesanti: Fabian Delph, Gylfi SIgurdsson, Cenk Tosun (che si accasa poi a titolo gratuito al Besiktas) e Jonjoe Kenny (che invece va in Germania, all'Hertha Berlino) lasciano tutti il Club a parametro zero, liberando così altro spazio sotto il profilo economico.
I profitti del Club aumentano grazie anche ai nuovi accordi di sponsorizzazione sulle divise ufficiali, firmate per il terzo anno consecutivo dal marchio danese Hummel. A campeggiare sulla maglia dei Toffees, infatti, è l'azienda di online betting Stake.com, che aveva fatto il suo esordio in Premier League la scorsa stagione, diventando main sponsor del Watford, la quale viene affiancata dallo sleeve sponsor BOXT, giovane azienda inglese in rapida ascesa, che aumenta ulteriormente i guadagni dell'Everton. Queste iniezioni di capitale permettono così al Club di partecipare attivamente anche alla finestra estiva di mercato, dalla quale arrivano, seppur con molta calma e una spesa decisamente limitata: il difensore centrale James Tarkowski, il terzino portoghese Ruben Vinagre (in prestito) ed il giovane esterno d'attacco Dwight McNeil (anch'egli, come Tarkowski, dal Burnley). Sul piano delle partenze, invece, il Direttore sportivo Kevin Thelwell decide di investire soprattutto sulla crescita dei giovani, mandando in prestito tre dei ragazzi più promettenti del Club: Jarrad Branthwaite (al PSV), Ellis Simms (al Sunderland neo-promosso in Championship) e Lewis Dobbin (al Derby County).
Per quanto riguarda il campo, l'Everton disputa quattro partite di pre-season, di cui due giocate nel contesto della tournée americana pubblicizzata dal Club già dall'aprile. Negli USA, i Toffees ricevono tutto l'affetto dei loro tifosi a stelle e strisce, ma anche due pesanti sconfitte, rispettivamente contro Arsenal (0-2 a Baltimora) e Minnesota United (0-4 a Minneapolis), che preoccupano e non poco Frank Lampard. La situazione migliora leggermente al rientro in Inghilterra, dove i Toffees concludono la loro pre-season con due successi, uno contro il Blackpool (4-2 a Bloomfield Road) e l'altro nella "partita della pace" contro la Dynamo Kiev (3-0), nella quale il Club si rende protagonista di uno splendido gesto, facendo battere un calcio di rigore ad un tifoso che si è speso particolarmente per aiutare i cittadini ucraini vittime della guerra.
La stagione ufficiale inizia il 6 agosto, quando i Toffees ospitano, nella prima partita dell'annata in Premier League, il Chelsea di Thomas Tüchel, grande protagonista del mercato estivo. Con un calcio di rigore arrivato nel nono minuto di recupero del primo tempo (così prolungato per via del brutto infortunio occorso a Ben Godfrey dopo neanche 10'), Jorginho fa vincere la partita agli ospiti e condanna l'Everton alla prima sconfitta negli ultimi 10 anni nella gara d'apertura della stagione.
Anche la prima trasferta stagionale si conclude con una sconfitta di misura. Al Villa Park, infatti, i Toffees cadono per 1-2 contro l'Aston Villa, a causa delle reti di Danny Ings ed Emiliano Buendía. Inutile è l'autorete dell'ex, Lucas Digne, propiziata da una buona giocata del nuovo acquisto Amadou Onana, arrivato in settimana insieme al centrale difensivo Conor Coady, anche lui all'esordio con la maglia royal blue.
Nella terza gara della stagione, l'Everton ospita a Goodison Park il Nottingham Forest, che torna a giocare a Liverpool, in Premier League, per la prima volta dal 1999. Dopo settanta minuti equilibrati, il Forest passa in vantaggio con la rete di Brennan Johnson al minuto 81 e viene raggiunto soltanto a 2' dallo scadere dal gol di Demarai Gray, il primo della stagione segnato a tutti gli effetti da un giocatore dell'Everton. Con questo punto i Toffees muovono la classifica ed evitano la terza sconfitta consecutiva ad inizio stagione, un record negativo che non si verifica dalla stagione 1990-1991.
Il martedì successivo, i Toffees scendono in campo nel match di secondo turno di Coppa di Lega, dove vengono ricevuti dal Fleetwood Town di Scott Brown, squadra di terza serie che affronta l'Everton soltanto per la seconda volta nella sua storia (la prima sempre in Coppa di Lega, ma nel 2020). All'Highbury Stadium, i Toffees continuano a non convincere, ma, grazie al secondo gol in tre giorni di Demarai Gray, portano a casa la prima vittoria della stagione e staccano il pass per il terzo turno della competizione, nel quale vengono sorteggiati per affrontare il Bournemouth neo-promosso in Premier League.
In campionato, i ragazzi di Lampard tornano in azione nell'ovest di Londra dove, al termine di una prestazione coriacea, e aiutati in parte dalla fortuna, riescono a raccogliere il primo punto esterno stagionale, nel pareggio per 1-1 contro il Brentford (in gol ci va Anthony Gordon, che smorza così i rumor di una sua possibile partenza in direzione Chelsea). Anche nel primo turno infrasettimanale della stagione, nell'infuocata trasferta di Elland Road, contro il Leeds, i Toffees combattono, segnano con Gordon (e anche con Gray, il cui gol viene però annullato per un fuorigioco davvero millimetrico), e portano a casa il terzo pareggio per 1-1 consecutivo in campionato, muovendo una volta di più la classifica. Sul fronte mercato, invece, prima del rush finale degli ultimi giorni, il Club comunica l'acquisto a titolo definitivo dell'attaccante francese Neal Maupay, arrivato dal Brighton e messo sotto contratto fino al 2025, e le cessioni a titolo temporaneo di Dele Alli e Jean-Philippe Gbamin, mandati a ravvivare le loro carriere nella Süper Lig turca, rispettivamente con le maglie di Besiktas e Trabzonspor.
Nell'ultimo giorno di mercato, il Club comunica l'acquisto a titolo definitivo, dal Manchester United, del giovane James Garner, che aveva contribuito nella stagione precedente alla storica promozione del Nottingham Forest in Premier League. Due giorni dopo, a Goodison Park, arriva il Liverpool di Jürgen Klopp, per il primo derby del Merseyside della stagione: nonostante il palo di Tom Davies e la rete annullata dal VAR per fuorigioco a Conor Coady, i Toffees non riescono ad andare oltre lo 0-0, raccogliendo così il quarto pareggio consecutivo in campionato.
Nel turno successivo, la squadra di Lampard avrebbe dovuto scendere a Londra per giocare contro l'Arsenal dell'ex Mikel Arteta, ma l'improvvisa morte della regina Elisabetta II, convince la Premier League a rinviare la giornata a data da destinarsi in segno di tributo nei confronti della regina e per via del periodo di lutto nazionale istituito nel paese. Il settembre dell'Everton si conclude così con l'incontro casalingo contro il West Ham di un altro ex, David Moyes, rimasto invischiato in un avvio di stagione complicato proprio come i Toffees. La partita viene risolta da uno splendido gol in girata di Neal Maupay, il primo con la maglia del Club, che regala a Frank Lampard la sua prima vittoria in stagione in Premier League.
Al rientro dalla pausa per le nazionali, il Club vola a Southampton per giocare contro i Saints di Ralph Hasenhüttl. Dopo lo svantaggio iniziale, firmato dall'ex-Rangers Joe Aribo, i Toffees ribaltano la partita segnando due gol in due minuti, con Coady di testa e col mancino all'incrocio di Dwight McNeil, e portando a casa i tre punti per il secondo match consecutivo.
Nel weekend successivo, all'insolito orario inglese delle 19 della domenica sera, l'Everton riceve la visita del Manchester United di Erik ten Hag e parte subito fortissimo col gol - splendido - di Alex Iwobi. Il talento di Antony e Cristiano Ronaldo, arrivato, col gol di Goodison Park, a quota 700 reti segnate in carriera, ribaltano l'incontro a favore dei Red Devils e condannano l'Everton alla prima sconfitta dopo sette risultati utili consecutivi. Il terzo KO stagionale in campionato, lascia i Toffees al 12º posto in classifica, a pari punti con Liverpool, Brentford e West Ham, a quattro punti di distanza sia dalla zona Europa che da quella retrocessione.
Dopo la sconfitta con lo United, l'Everton affronta un trittico di partite molto impegnative, spalmate sull'arco di sette giorni. La prima di queste, porta i Toffees di nuovo a Londra, questa volta al Tottenham Hotspur Stadium, per sfidare la squadra di Antonio Conte, i cui ottimi risultati (compreso proprio quello contro l'Everton) garantiscono al Club la sua miglior partenza stagionale di sempre in Premier League. Contro il Tottenham, l'Everton gioca una partita solida, ma cade 2-0, colpito dalle reti di Harry Kane, una costante tra i marcatori in questa sfida, e di Pierre-Emile Højbjerg, uno degli imprescindibili di Conte e che era stato a lungo cercato proprio dai Toffees ai tempi dell'arrivo di Ancelotti a Goodison Park.
Il mercoledì successivo, nell'ultimo turno infrasettimanale di campionato prima dei Mondiali, la squadra va in trasferta a Newcastle, per affrontare i Magpies di Eddie Howe e viene battuta soltanto dal magnifico sinistro a giro di Miguel Almirón (0-1), che condanna così i Toffees alla terza sconfitta consecutiva. Tre giorni dopo però, l'Everton mette a tacere tutte le critiche che erano arrivate durante le ultime settimane, infliggendo una pesante sconfitta al Crystal Palace, in una partita che nelle ultime due uscite ha lasciato sempre un ottimo retrogusto ai tifosi in maglia blu. Sul tabellino dei marcatori finiscono Dominic Calvert-Lewin, al primo gol proprio da quel 3-2 al Palace che valse la salvezza nella stagione precedente, Anthony Gordon e Dwight McNeil. Con i tre punti, l'Everton risale al dodicesimo posto in classifica, superando proprio le Eagles di Patrick Vieira.
Prima dell'ultimo impegno casalingo pre-Qatar, i Toffees scendono un'altra volta a Londra, questa volta nell'Ovest della capitale, per sfidare il Fulham dell'ex Marco Silva. In una partita molto tirata, si mette in evidenza Jordan Pickford, il quale, con una serie di ottimi interventi, garantisce all'Everton lo 0-0 e a se stesso un ormai certo posto da titolare con la nazionale inglese nell'imminente Coppa del Mondo.
L'ultima uscita casalinga prima del Mondiale si chiude con una deludente sconfitta per 2-0 contro il Leicester dell'ex-Liverpool Brendan Rodgers, il quale porta a casa i tre punti grazie a due perle di Youri Tielemans e Harvey Barnes e ad un paio di errori grossolani di Iwobi e Calvert-Lewin nell'uno contro uno col portiere. Per quanto la sconfitta sia importante per la classifica, il match di tre giorni dopo, in Coppa di Lega, contro il Bournemouth lascia l'amaro in bocca ancora di più ai tifosi dei Toffees. Schierando una formazione particolarmente rimaneggiata, Frank Lampard non riesce ad evitare l'uscita dalla coppa dei suoi ragazzi, che perdono addirittura 4-1 contro le Cherries, semplicemente più attente a sfruttare le evidenti distrazioni difensive dei ragazzi in maglia blu. Nota positiva per il Club è l'esordio in prima squadra del giovane talento dell'Academy Tom Cannon, attaccante di belle speranze, che con la squadra Under 23 ha segnato 12 reti nei primi mesi di stagione.
A rallegrare l'ultima settimana di competizioni prima di Qatar 2022 arrivano, il 10 di novembre, le convocazioni dei rispettivi CT per l'imminente inizio del campionato del mondo. Da Finch Farm partono ben quattro giocatori: Jordan Pickford e Conor Coady, convocati da Gareth Southgate a difendere i colori dell'Inghilterra, Amadou Onana, col Belgio, e Idrissa Gueye, col Senegal.
Nell'ultimo weekend pre-mondiale, i Toffees cadono per una seconda volta nello spazio di quattro giorni contro il Bournemouth di Gary O'Neil, in un'altra sfida che le Cherries vincono con uno scarto di tre reti (finisce 3-0 questa volta). Il terzo KO consecutivo, il secondo in campionato, lascia l'Everton al diciassettesimo posto della graduatoria, con un solo punto di vantaggio rispetto al Nottingham Forest terz'ultimo. La situazione in Premier League porta anche, secondo i tabloid, ad una valutazione dell'operato del manager da parte della dirigenza ma, dopo 72 ore di discussione (all'interno della quale esce tra i possibili candidati per rimpiazzare Lampard anche il nome del Loco Marcelo Bielsa, apparentemente destinato proprio al Bournemouth), il Club conferma la fiducia all'ex-capitano del Chelsea che, così, guida la squadra anche durante la tournée australiana organizzata dai Toffees durante il mese di pausa mondiale.
Nel tour in Australia, i Toffees disputano due partite valide per la simbolica Sydney Super Cup, trofeo amichevole portato poi a casa dal Club a fine tournée. Nel primo di questi due match, i ragazzi di Lampard affrontano il Celtic dell'australiano Ange Postecoglu e ottengono la vittoria soltanto ai calci di rigore, dopo lo 0-0 dei tempi regolamentari. Tre giorni dopo, invece, arriva un solido 5-1 ai locali Western Sydney Wanderers, nel quale a rendersi protagonista è Anthony Gordon, autore di una tripletta.
Ad una settimana dalla ripresa del campionato, arriva la notizia della rescissione consensuale del contratto da parte di Salomón Rondón, il quale saluta il Club dopo 33 partite di campionato in due anni. Nel frattempo arriva anche il successo nell'amichevole a porte chiuse contro l'Aston Villa del neo-allenatore Unai Emery, ma nel turno del Boxing Day contro il Wolverhampton ultimo in classifica, un gol di Rayan Aït-Nouri al minuto novantacinque condanna i Toffees ad una pesantissima sconfitta, la quarta in casa in otto uscite stagionali.
Il successivo pareggio contro i campioni in carica del Manchester City (1-1 all'Etihad con uno splendido gol di Gray, che gli vale il premio di "gol del mese" in Premier League) è in realtà un fuoco di paglia e anche l'ultimo risultato utile raccolto da Frank Lampard sulla panchina dei Toffees. Nelle successive tre partite, infatti, arrivano altrettanti KO, il primo dei quali nel terzo turno di FA Cup contro il Manchester United di Erik ten Hag, arrivato col successo sull'Everton alla nona vittoria consecutiva. I due risultati che però fanno malissimo all'andamento della stagione del Club e minano, soprattutto, la stabilità interna a tutto l'ambiente sono le sconfitte contro Southampton (1-2 in casa) e West Ham (2-0 al London Stadium). in virtù di questi risultati, il 24 gennaio Frank Lampard viene esonerato e, durante le tesissime ore successive (durante le quali l'Everton perde anche la "corsa" ad Arnaut Danjuma, giocatore che nel weekend precedente aveva praticamente concluso il suo passaggio al Club dal Villarreal, nei confronti del Tottenham), i primi rumors confermano l'indiscrezione secondo la quale il proprietario del Club, Farhad Moshiri, sia pronto ad ascoltare le proposte di nuovi possibili investitori pronti ad introdursi nella società.
Dopo una settimana di ricerche, l'Everton ufficializza il nuovo allenatore: Sean Dyche. L'ex-manager del Burnley, confermato sulla panchina dei Toffees lunedì 30 gennaio, firma un contratto di due anni e mezzo e prova fin da subito ad irrobustire una rosa che il giorno prima aveva perso, per 45 milioni di sterline, il giovane Anthony Gordon, passato a titolo definitivo al Newcastle. In realtà, nell'ultimo giorno del mercato invernale, i Toffees non riescono a mettere sotto contratto nessun nuovo giocatore, apparendo così agli occhi dei più ulteriormente indeboliti in vista dell'inizio della seconda parte di stagione.
Nonostante questo, il primo Everton di Sean Dyche è un Everton che sorprende. Spinto da un Goodison Park stracolmo di entusiasmo, il Club di Liverpool gioca una gran partita contro l'Arsenal primo in classifica e grazie ad un colpo di testa di James Tarkowski porta a casa i tre punti, tornando alla vittoria dopo il successo contro il Palace di metà ottobre. Fondamentali, per la prima affermazione del nuovo manager sulla panchina dei Toffees, sono proprio i suoi due ex-giocatori ai tempi del Burnley, Tarkowski e Dwight McNeil, che, memori degli schemi provati per anni a Turf Moor, confezionano rispettivamente il gol e l'assist della vittoria.
Nelle uscite successive, i risultati sono altalenanti non tanto dal punto di vista delle prestazioni, sempre in crescita rispetto ai mesi precedenti, ma quanto da quello dei punti raccolti. I KO esterni con Liverpool (nel quale il capitano Séamus Coleman colleziona la presenza numero 400 con la maglia del Club) e Arsenal, per quanto prevedibili, dimostrano una volta di più ai Toffees la mancanza di fortuna e di capacità di reggere all'urto, soprattutto nelle azioni di contropiede, di squadre attrezzate per competere per le posizioni più alte di classifica. La sconfitta casalinga con l'Aston Villa, invece, certifica la mancanza di freddezza sottoporta, motivo per cui il recupero del lungodegente Calvert-Lewin, assente anche nella vittoria contro il Leeds (1-0) e nel pareggio esterno col Nottingham Forest, diventa priorità centrale del marzo dell'Everton.

## Maglie e sponsor
Per la terza stagione consecutiva lo sponsor tecnico dell'Everton è il marchio danese Hummel, il quale propone, come divisa casalinga, la classica maglia royal blue, definita con due dettagli particolari: due fasce bianche sui fianchi e la grafica stilizzata della Prince Rupert's Tower, posta in rilievo su tutta la parte blu della maglia. La maglia da trasferta, invece, è decisamente più stravagante: sulla base rosa, Hummel decide di inserire una serie di rombi di colore blu scuro che dovrebbero richiamarsi alla tradizione del Club (per cui il colore salmon pink è sicuramente importante), ma che lasciano più di qualche dubbio ai tifosi.
Sulle divise dell'Everton compaiono anche i nuovi sponsor. Marchio principale diventa Kick piattaforma streaming di Stake.com, azienda di online betting con base a Curaçao, che sostituisce lo sponsor precedente, Cazoo, e che firma con i Toffees l'accordo commerciale più remunerativo della storia del Club. Sleeve sponsor, invece, è BOXT azienda inglese in grande ascesa, che prende lo spazio sulla spalla sinistra delle maglie dell'Everton, luogo che era rimasto vuoto dopo la fine del contratto tra i Toffees e il famoso marchio di videogiochi Angry Birds.
L'11 agosto viene presentato anche la terza divisa per la stagione, il cui colore predominante è il giallo, sul quale poi si staccano, dal basso verso l'alto, dettagli blu che vanno a comporre l'immagine stilizzata della Prince Rupert's Tower. Lo stesso disegno della torre è anche il simbolo che Hummel utilizza al posto del crest tradizionale dell'Everton. Per quanto riguarda la maglia del portiere, la base è nera, mentre vengono inseriti dettagli sul petto con colori accesi, che sfumano dall'arancione scuro al giallo.
| Casa | Trasferta | Terza divisa |

## Rosa
Rosa, numerazione e ruoli, tratti dal sito ufficiale, sono aggiornati al 1º febbraio 2023. I giocatori segnati in corsivo sono quelli ceduti durante la sessione estiva di mercato ma con almeno una partita disputata con la squadra prima della cessione.

| N. |                                 | Ruolo | Calciatore            |
| -- | ------------------------------- | ----- | --------------------- |
| 1  | Inghilterra (bandiera)          | P     | Jordan Pickford       |
| 2  | Inghilterra (bandiera)          | D     | James Tarkowski       |
| 3  | Scozia (bandiera)               | D     | Nathan Patterson      |
| 4  | Inghilterra (bandiera)          | D     | Mason Holgate         |
| 5  | Inghilterra (bandiera)          | D     | Michael Keane         |
| 6  | Brasile (bandiera)              | C     | Allan                 |
| 7  | Inghilterra (bandiera)          | A     | Dwight McNeil         |
| 8  | Belgio (bandiera)               | C     | Amadou Onana          |
| 9  | Inghilterra (bandiera)          | A     | Dominic Calvert-Lewin |
| 10 | Inghilterra (bandiera)          | C     | Anthony Gordon        |
| 11 | Inghilterra (bandiera)          | C     | Demarai Gray          |
| 13 | Colombia (bandiera)             | D     | Yerry Mina            |
| 14 | Inghilterra (bandiera)          | C     | Andros Townsend       |
| 15 | Bosnia ed Erzegovina (bandiera) | P     | Asmir Begović         |
| 16 | Francia (bandiera)              | C     | Abdoulaye Doucouré    |
| 17 | Nigeria (bandiera)              | C     | Alex Iwobi            |
| 18 | Francia (bandiera)              | D     | Niels Nkounkou        |

| N. |                           | Ruolo | Calciatore                |
| -- | ------------------------- | ----- | ------------------------- |
| 19 | Ucraina (bandiera)        | D     | Vitalij Mykolenko         |
| 20 | Inghilterra (bandiera)    | C     | Dele Alli                 |
| 20 | Francia (bandiera)        | A     | Neal Maupay               |
| 22 | Inghilterra (bandiera)    | D     | Ben Godfrey               |
| 23 | Irlanda (bandiera)        | D     | Séamus Coleman (capitano) |
| 25 | Costa d'Avorio (bandiera) | C     | Jean-Philippe Gbamin      |
| 26 | Inghilterra (bandiera)    | C     | Thomas Davies             |
| 29 | Portogallo (bandiera)     | D     | Rúben Vinagre             |
| 30 | Inghilterra (bandiera)    | D     | Conor Coady               |
| 31 | Inghilterra (bandiera)    | P     | Andy Lonergan             |
| 33 | Venezuela (bandiera)      | A     | Salomón Rondón            |
| 35 | Svizzera (bandiera)       | P     | Eldin Jakupović           |
| 47 | Irlanda (bandiera)        | A     | Tom Cannon                |
| 50 | Inghilterra (bandiera)    | A     | Ellis Simms               |
| 51 | Inghilterra (bandiera)    | C     | Lewis Warrington          |
| 56 | Inghilterra (bandiera)    | C     | Stanley Mills             |
| 59 | Inghilterra (bandiera)    | D     | Ishe Samuels-Smith        |
| 64 | Inghilterra (bandiera)    | D     | Reece Welch               |

## Calciomercato

### Sessione estiva(dall'1/7 all'1/9)
| Acquisti         | Acquisti             | Acquisti         | Acquisti                  |
| R.               | Nome                 | da               | Modalità                  |
| ---------------- | -------------------- | ---------------- | ------------------------- |
| P                | Eldin Jakupović      | Leicester City   | definitivo (gratuito)     |
| D                | James Tarkowski      | Burnley          | definitivo (gratuito)     |
| C                | Amadou Onana         | Lilla            | definitivo (36 milioni €) |
| A                | Dwight McNeil        | Burnley          | definitivo (15 milioni €) |
| A                | Neal Maupay          | Brighton         | definitivo (15 milioni €) |
| Altre operazioni |                      |                  |                           |
| R.               | Nome                 | da               | Modalità                  |
| P                | João Virgínia        | Sporting Lisbona | fine prestito             |
| D                | Rúben Vinagre        | Sporting Lisbona | prestito                  |
| D                | Conor Coady          | Wolverhampton    | prestito                  |
| D                | Lewis Gibson         | Sheffield Weds   | fine prestito             |
| D                | Niels Nkounkou       | Standard Liegi   | fine prestito             |
| C                | Lewis Warrington     | Tranmere         | fine prestito             |
| A                | Jean-Philippe Gbamin | CSKA Mosca       | fine prestito             |

| Cessioni         | Cessioni             | Cessioni       | Cessioni                         |
| R.               | Nome                 | a              | Modalità                         |
| ---------------- | -------------------- | -------------- | -------------------------------- |
| D                | Jonjoe Kenny         | Hertha Berlino | definitivo (gratuito)            |
| C                | Allan                | Al-Wahda       | definitivo (sconosciuto)         |
| A                | Richarlison          | Tottenham      | definitivo (58 milioni €)        |
| A                | Cenk Tosun           | Beşiktaş       | definitivo (gratuito)            |
| Altre operazioni |                      |                |                                  |
| R.               | Nome                 | a              | Modalità                         |
| P                | João Virgínia        | Cambuur        | prestito                         |
| D                | Lewis Gibson         | Bristol Rovers | prestito                         |
| D                | Jarrad Branthwaite   | PSV            | prestito                         |
| C                | Jean-Philippe Gbamin | Trabzonspor    | prestito                         |
| C                | Dele Alli            | Beşiktaş       | prestito con diritto di riscatto |
| A                | Ellis Simms          | Sunderland     | prestito                         |
| A                | Lewis Dobbin         | Derby County   | prestito                         |
| C                | Lewis Warrington     | Fleetwood Town | prestito                         |
| C                | Fabian Delph         | -              | svincolato                       |
| C                | Gylfi Sigurðsson     | -              | svincolato                       |
| C                | Donny van de Beek    | Manchester Utd | fine prestito                    |
| A                | Nathan Broadhead     | Wigan          | prestito                         |
| A                | Anwar El Ghazi       | Aston Villa    | fine prestito                    |

### Sessione invernale(dal 2/1 al 31/1)
| Acquisti         | Acquisti         | Acquisti         | Acquisti                |
| R.               | Nome             | da               | Modalità                |
| Altre operazioni | Altre operazioni | Altre operazioni | Altre operazioni        |
| R.               | Nome             | da               | Modalità                |
| ---------------- | ---------------- | ---------------- | ----------------------- |
| A                | Ellis Simms      | Sunderland       | richiamato dal prestito |
| A                | Nathan Broadhead | Wigan            | richiamato dal prestito |
| D                | Niels Nkounkou   | Cardiff City     | richiamato dal prestito |
| C                | Tyler Onyango    | Burton Albion    | richiamato dal prestito |

| Cessioni         | Cessioni           | Cessioni       | Cessioni            |
| R.               | Nome               | a              | Modalità            |
| ---------------- | ------------------ | -------------- | ------------------- |
| P                | Eldin Jakupović    | Los Angeles FC | svincolato          |
| A                | Nathan Broadhead   | Ipswich Town   | definitivo          |
| D                | Joe Anderson (U23) | Sunderland     | definitivo          |
| A                | Anthony Gordon     | Newcastle      | definitivo (£45mln) |
| Altre operazioni |                    |                |                     |
| R.               | Nome               | a              | Modalità            |
| A                | Tom Cannon         | Preston N.E.   | prestito            |
| D                | Niels Nkounkou     | Saint-Etienne  | prestito            |
| C                | Tyler Onyango      | Forest Green   | prestito            |
| A                | Salomón Rondón     |                | svincolato          |

## Risultati

### Premier League

#### Girone di andata
| Arbitro: | Craig Pawson (Sheffield & Hallamshire) |

|  |           |                       |
|  | Marcatori | 45+9’ (rig.) Jorginho |

| Arbitro: | Michael Oliver (Northumberland) |

|                      |           |                  |
| Ings 31’ Buendía 85’ | Marcatori | 87’ (aut.) Digne |

| Arbitro: | Andre Marriner (West Midlands) |

|          |           |             |
| Gray 88’ | Marcatori | 81’ Johnson |

| Arbitro: | John Brooks (Leicestershire) |

|            |           |            |
| Janelt 84’ | Marcatori | 24’ Gordon |

| Arbitro: | Darren England (Doncaster) |

|                |           |            |
| Sinisterra 55’ | Marcatori | 17’ Gordon |

| Liverpool 3 settembre 2022, ore 12:30 WEST 6ª giornata | Everton                   | 0 – 0 referto | Liverpool | Goodison Park (39 240 spett.)\| Arbitro: \| Anthony Taylor (Cheshire) \| |
| Arbitro:                                               | Anthony Taylor (Cheshire) |               |           |                                                                          |

| Arbitro: | Michael Oliver (Northumberland) |

|                                             |           |  |
| Saka 40’ Martinelli 45+1’, 80’ Ødegaard 71’ | Marcatori |  |

| Arbitro: | Michael Oliver (Northumberland) |

|            |           |  |
| Maupay 53’ | Marcatori |  |

| Arbitro: | Andre Marriner (West Midlands) |

|           |           |                      |
| Aribo 49’ | Marcatori | 52’ Coady 54’ McNeil |

| Arbitro: | David Coote (Nottinghamshire) |

|          |           |                        |
| Iwobi 5’ | Marcatori | 17’ Antony 44’ Ronaldo |

| Arbitro: | Paul Tierney (Wigan) |

|                              |           |  |
| Kane 59’ (rig.) Højbjerg 86’ | Marcatori |  |

| Arbitro: | Tony Harrington (Teesside) |

|             |           |  |
| Almirón 30’ | Marcatori |  |

| Arbitro: | David Coote (Nottinghamshire) |

|                                         |           |  |
| Calvert-Lewin 11’ Gordon 63’ McNeil 84’ | Marcatori |  |

| Londra 29 ottobre 2022, ore 17:30 WEST 14ª giornata | Fulham                       | 0 – 0 referto | Everton | Craven Cottage (23 534 spett.)\| Arbitro: \| John Brooks (Leicestershire) \| |
| Arbitro:                                            | John Brooks (Leicestershire) |               |         |                                                                              |

| Arbitro: | David Coote (Nottinghamshire) |

|  |           |                          |
|  | Marcatori | 45’ Tielemans 86’ Barnes |

| Arbitro: | Craig Pawson (Sheffield & Hallamshire) |

|                                     |           |  |
| Tavernier 18’ Moore 25’ Anthony 69’ | Marcatori |  |

| Arbitro: | Craig Pawson (Sheffield & Hallamshire) |

|         |           |                             |
| Mina 7’ | Marcatori | 22’ Podence 90+5’ Aït-Nouri |

| Arbitro: | Andy Madley |

|             |           |          |
| Haaland 24’ | Marcatori | 64’ Gray |

| Arbitro: | Andre Marriner (Birmingham) |

|                   |           |                                            |
| Gray 90+2’ (rig.) | Marcatori | 14’ Mitoma 51’ Ferguson 54’ March 57’ Groß |

#### Girone di ritorno
| Arbitro: | John Brooks (Leicestershire) |

|           |           |                      |
| Onana 39’ | Marcatori | 46’, 78’ Ward-Prowse |

| Arbitro: | Stuart Attwell (Warwickshire) |

|                |           |  |
| Bowen 34’, 41’ | Marcatori |  |

| Arbitro: | David Coote (Leicestershire) |

|               |           |  |
| Tarkowski 60’ | Marcatori |  |

| Arbitro: | Simon Hooper (Swindon) |

|                     |           |  |
| Salah 36’ Gakpo 49’ | Marcatori |  |

| Arbitro: | Andy Madley (Huddersfield) |

|             |           |  |
| Coleman 64’ | Marcatori |  |

| Arbitro: | Taylor (Manchester) |

|  |           |                                |
|  | Marcatori | 63’ (rig.) Watkins 81’ Buendía |

| Arbitro: | Brooks (Leicester) |

|                  |           |                              |
| Johnson 19’, 77’ | Marcatori | 10’ (rig.) Gray 29’ Doucouré |

| Arbitro: | Hooper |

|           |           |  |
| McNeil 1’ | Marcatori |  |

| Arbitro: | England |

|                              |           |                        |
| Félix 52’ Havertz 76’ (rig.) | Marcatori | 69’ Doucouré 89’ Simms |

| Arbitro: | Coote |

|           |           |                 |
| Keane 90’ | Marcatori | 68’ (rig.) Kane |

| Arbitro: | Oliver |

|                           |           |  |
| McTominay 36’ Martial 71’ | Marcatori |  |

| Arbitro: | Taylor |

|            |           |                                     |
| McNeil 35’ | Marcatori | 22’ Reed 51’ H. Wilson 68’ D. James |

| Londra 22 aprile 2023, ore 15:00 WEST 32ª giornata | Crystal Palace | 0 – 0 referto | Everton | Selhurst Park (25 202 spett.)\| Arbitro: \| Taylor \| |
| Arbitro:                                           | Taylor         |               |         |                                                       |

| Arbitro: | Marriner |

|            |           |                                          |
| McNeil 80’ | Marcatori | 28’, 75’ Wilson 72’ Joelinton 81’ Murphy |

| Arbitro: | Oliver |

|                       |           |                                    |
| Söyüncü 22’ Vardy 33’ | Marcatori | 15’ (rig.) Calvert-Lewin 54’ Iwobi |

| Arbitro: | Hooper |

|                  |           |                                                      |
| Mac Allister 79’ | Marcatori | 1’, 29’ Doucouré 35’ (aut.) Steele 76’, 90+6’ McNeil |

| Arbitro: | Taylor |

|  |           |                               |
|  | Marcatori | 37’, 51’ Gündoğan 39’ Haaland |

| Arbitro: | Coote |

|           |           |            |
| Hwang 34’ | Marcatori | 90+9’ Mina |

| Arbitro: | Attwell |

|              |           |  |
| Doucouré 57’ | Marcatori |  |

### FA Cup
| Arbitro: | Darren England (Doncaster) |

|                                                  |           |           |
| Antony 4’ Coady 52’ (aut.) Rashford 90+7’ (rig.) | Marcatori | 14’ Coady |

### EFL Cup
| Arbitro: | Tom Reeves |

|  |           |          |
|  | Marcatori | 28’ Gray |

| Arbitro: | Darren England (Doncaster) |

|                                                 |           |          |
| Lowe 7’ Stanislas 47’ Marcondes 78’ Anthony 82’ | Marcatori | 67’ Gray |

## Statistiche

### Statistiche di squadra
| Competizione   | Punti       | In casa | In casa | In casa | In casa | In casa | In casa | In trasferta | In trasferta | In trasferta | In trasferta | In trasferta | In trasferta | Totale | Totale | Totale | Totale | Totale | Totale | DR  |
| Competizione   | Punti       | G       | V       | N       | P       | Gf      | Gs      | G            | V            | N            | P            | Gf           | Gs           | G      | V      | N      | P      | Gf     | Gs     | DR  |
| -------------- | ----------- | ------- | ------- | ------- | ------- | ------- | ------- | ------------ | ------------ | ------------ | ------------ | ------------ | ------------ | ------ | ------ | ------ | ------ | ------ | ------ | --- |
| Premier League | 36          | 19      | 6       | 3       | 10      | 16      | 27      | 19           | 2            | 9            | 8            | 18           | 30           | 38     | 8      | 12     | 18     | 34     | 57     | -23 |
| FA Cup         | Terzo Turno | 0       | 0       | 0       | 0       | 0       | 0       | 1            | 0            | 0            | 1            | 1            | 3            | 1      | 0      | 0      | 1      | 1      | 3      | -2  |
| League Cup     | Terzo Turno | 0       | 0       | 0       | 0       | 0       | 0       | 2            | 1            | 0            | 1            | 2            | 4            | 2      | 1      | 0      | 1      | 2      | 4      | -2  |
| Totale         | -           | 19      | 6       | 3       | 10      | 16      | 27      | 21           | 3            | 9            | 10           | 21           | 37           | 41     | 9      | 12     | 20     | 37     | 64     | -27 |

### Andamento in campionato
| Giornata  | 1  | 2  | 3  | 4  | 5  | 6  | 7  | 8  | 9  | 10 | 11 | 12 | 13 | 14 | 15 | 16 | 17 | 18 | 19 | 20 | 21 | 22 | 23 | 24 | 25 | 26 | 27 | 28 | 29 | 30 | 31 | 32 | 33 | 34 | 35 | 36 | 37 | 38 |
| --------- | -- | -- | -- | -- | -- | -- | -- | -- | -- | -- | -- | -- | -- | -- | -- | -- | -- | -- | -- | -- | -- | -- | -- | -- | -- | -- | -- | -- | -- | -- | -- | -- | -- | -- | -- | -- | -- | -- |
| Luogo     | C  | T  | C  | T  | T  | C  | T  | C  | T  | C  | T  | T  | C  | T  | C  | T  | C  | T  | C  | C  | T  | C  | T  | C  | C  | T  | C  | T  | C  | T  | C  | T  | C  | T  | T  | C  | T  | C  |
| Risultato | P  | P  | N  | N  | N  | N  | P  | V  | V  | P  | P  | P  | V  | N  | P  | P  | P  | N  | P  | P  | P  | V  | P  | V  | P  | N  | V  | N  | N  | P  | P  | N  | P  | N  | V  | P  | N  | V  |
| Posizione | 15 | 18 | 17 | 18 | 17 | 17 | 18 | 13 | 11 | 12 | 14 | 16 | 12 | 12 | 16 | 17 | 17 | 17 | 18 | 19 | 19 | 18 | 18 | 16 | 18 | 18 | 15 | 15 | 16 | 17 | 17 | 18 | 19 | 19 | 17 | 17 | 17 | 17 |

Legenda:

Luogo: C = Casa; T = Trasferta. Risultato: V = Vittoria; N = Pareggio; P = Sconfitta.

### Statistiche dei giocatori
| Giocatore        | Premier League | Premier League | Premier League | Premier League | FA Cup   | FA Cup | FA Cup      | FA Cup     | EFL Cup  | EFL Cup | EFL Cup     | EFL Cup    | Totale   | Totale | Totale      | Totale     |
| Giocatore        | Presenze       | Reti           | Ammonizioni    | Espulsioni     | Presenze | Reti   | Ammonizioni | Espulsioni | Presenze | Reti    | Ammonizioni | Espulsioni | Presenze | Reti   | Ammonizioni | Espulsioni |
| ---------------- | -------------- | -------------- | -------------- | -------------- | -------- | ------ | ----------- | ---------- | -------- | ------- | ----------- | ---------- | -------- | ------ | ----------- | ---------- |
| Allan            | 0              | 0              | 0              | 0              | 0        | 0      | 0           | 0          | 1        | 0       | 0           | 0          | 1        | 0      | 0           | 0          |
| D. Alli          | 2              | 0              | 0              | 0              | 0        | 0      | 0           | 0          | 0        | 0       | 0           | 0          | 2        | 0      | 0           | 0          |
| A. Begović       | 1              | -0             | 0              | 0              | 0        | 0      | 0           | 0          | 2        | -4      | 0           | 0          | 3        | -4     | 0           | 0          |
| D. Calvert-Lewin | 17             | 2              | 3              | 0              | 1        | 0      | 0           | 0          | 0        | 0       | 0           | 0          | 18       | 2      | 3           | 0          |
| T. Cannon        | 2              | 0              | 0              | 0              | 0        | 0      | 0           | 0          | 1        | 0       | 0           | 0          | 3        | 0      | 0           | 0          |
| S. Coleman       | 23             | 1              | 1              | 0              | 1        | 0      | 0           | 0          | 1        | 0       | 0           | 0          | 25       | 1      | 1           | 0          |
| C. Coady         | 24             | 1              | 1              | 0              | 1        | 1      | 0           | 0          | 0        | 0       | 0           | 0          | 25       | 2      | 1           | 0          |
| T. Davies        | 19             | 0              | 3              | 0              | 0        | 0      | 0           | 0          | 1        | 0       | 0           | 0          | 20       | 0      | 3           | 0          |
| A. Doucouré      | 25             | 5              | 6              | 1              | 1        | 0      | 1           | 0          | 1        | 0       | 0           | 0          | 27       | 5      | 7           | 1          |
| J. Garner        | 16             | 0              | 3              | 0              | 0        | 0      | 0           | 0          | 1        | 0       | 0           | 0          | 17       | 0      | 3           | 0          |
| B. Godfrey       | 13             | 0              | 2              | 0              | 1        | 0      | 1           | 0          | 0        | 0       | 0           | 0          | 14       | 0      | 3           | 0          |
| A. Gomes         | 0              | 0              | 0              | 0              | 0        | 0      | 0           | 0          | 1        | 0       | 0           | 0          | 1        | 0      | 0           | 0          |
| A. Gordon        | 16             | 3              | 6              | 0              | 1        | 0      | 0           | 0          | 1        | 0       | 1           | 0          | 18       | 3      | 7           | 0          |
| D. Gray          | 33             | 4              | 3              | 0              | 1        | 0      | 0           | 0          | 2        | 2       | 0           | 0          | 36       | 6      | 3           | 0          |
| I. Gueye         | 33             | 0              | 7              | 0              | 1        | 0      | 0           | 0          | 0        | 0       | 0           | 0          | 34       | 0      | 7           | 0          |
| M. Holgate       | 8              | 0              | 1              | 1              | 0        | 0      | 0           | 0          | 1        | 0       | 0           | 0          | 9        | 0      | 1           | 1          |
| A. Iwobi         | 38             | 2              | 2              | 0              | 1        | 0      | 0           | 0          | 2        | 0       | 0           | 0          | 41       | 2      | 2           | 0          |
| E. Jakupović     | 0              | 0              | 0              | 0              | 0        | 0      | 0           | 0          | 0        | 0       | 0           | 0          | 0        | 0      | 0           | 0          |
| M. Keane         | 12             | 1              | 0              | 0              | 0        | 0      | 0           | 0          | 2        | 0       | 0           | 0          | 14       | 1      | 0           | 0          |
| A. Lonergan      | 0              | 0              | 0              | 0              | 0        | 0      | 0           | 0          | 0        | 0       | 0           | 0          | 0        | 0      | 0           | 0          |
| N. Maupay        | 27             | 1              | 4              | 0              | 1        | 0      | 0           | 0          | 1        | 0       | 0           | 0          | 29       | 1      | 4           | 0          |
| D. McNeil        | 36             | 7              | 5              | 0              | 1        | 0      | 0           | 0          | 2        | 0       | 0           | 0          | 39       | 7      | 5           | 0          |
| S. Mills         | 0              | 0              | 0              | 0              | 0        | 0      | 0           | 0          | 2        | 0       | 0           | 0          | 2        | 0      | 0           | 0          |
| Y. Mina          | 7              | 2              | 2              | 0              | 0        | 0      | 0           | 0          | 1        | 0       | 1           | 0          | 8        | 2      | 3           | 0          |
| V. Mykolenko     | 34             | 0              | 4              | 0              | 1        | 0      | 0           | 0          | 0        | 0       | 0           | 0          | 35       | 0      | 4           | 0          |
| N. Nkounkou      | 0              | 0              | 0              | 0              | 0        | 0      | 0           | 0          | 1        | 0       | 0           | 0          | 1        | 0      | 0           | 0          |
| A. Onana         | 33             | 1              | 9              | 0              | 1        | 0      | 1           | 0          | 1        | 0       | 0           | 0          | 35       | 1      | 10          | 0          |
| N. Patterson     | 19             | 0              | 3              | 0              | 0        | 0      | 0           | 0          | 2        | 0       | 0           | 0          | 21       | 0      | 3           | 0          |
| J. Pickford      | 37             | -57            | 5              | 0              | 1        | 0      | -3          | 0          | 0        | 0       | 0           | 0          | 38       | -57    | 2           | 0          |
| I. Price         | 1              | 0              | 1              | 0              | 0        | 0      | 0           | 0          | 1        | 0       | 0           | 0          | 2        | 0      | 1           | 0          |
| S. Rondón        | 7              | 0              | 0              | 0              | 0        | 0      | 0           | 0          | 1        | 0       | 0           | 0          | 8        | 0      | 0           | 0          |
| I. Samuels-Smith | 0              | 0              | 0              | 0              | 0        | 0      | 0           | 0          | 0        | 0       | 0           | 0          | 0        | 0      | 0           | 0          |
| E. Simms         | 11             | 1              | 0              | 0              | 0        | 0      | 0           | 0          | 0        | 0       | 0           | 0          | 11       | 1      | 0           | 0          |
| J. Tarkowski     | 38             | 1              | 6              | 0              | 1        | 0      | 0           | 0          | 1        | 0       | 0           | 0          | 40       | 1      | 6           | 0          |
| A. Townsend      | 0              | 0              | 0              | 0              | 0        | 0      | 0           | 0          | 0        | 0       | 0           | 0          | 0        | 0      | 0           | 0          |
| R. Vinagre       | 2              | 0              | 0              | 0              | 0        | 0      | 0           | 0          | 2        | 0       | 1           | 0          | 4        | 0      | 1           | 0          |
| L. Warrington    | 0              | 0              | 0              | 0              | 0        | 0      | 0           | 0          | 1        | 0       | 0           | 0          | 1        | 0      | 0           | 0          |
| R. Welch         | 0              | 0              | 0              | 0              | 0        | 0      | 0           | 0          | 1        | 0       | 0           | 0          | 1        | 0      | 0           | 0          |